# Gypothamnium
Gypothamnium là một chi thực vật có hoa trong họ Cúc (Asteraceae).

## Loài
Chi Gypothamnium gồm các loài: